# بيليساريو بوراس باراهونا
بيليساريو بوراس باراهونا (بالإسبانية: Belisario Porras Barahona)‏ (و. 1856 – 1942 م) هو صحفي، وسياسي من بنما .